# Kacár tanya

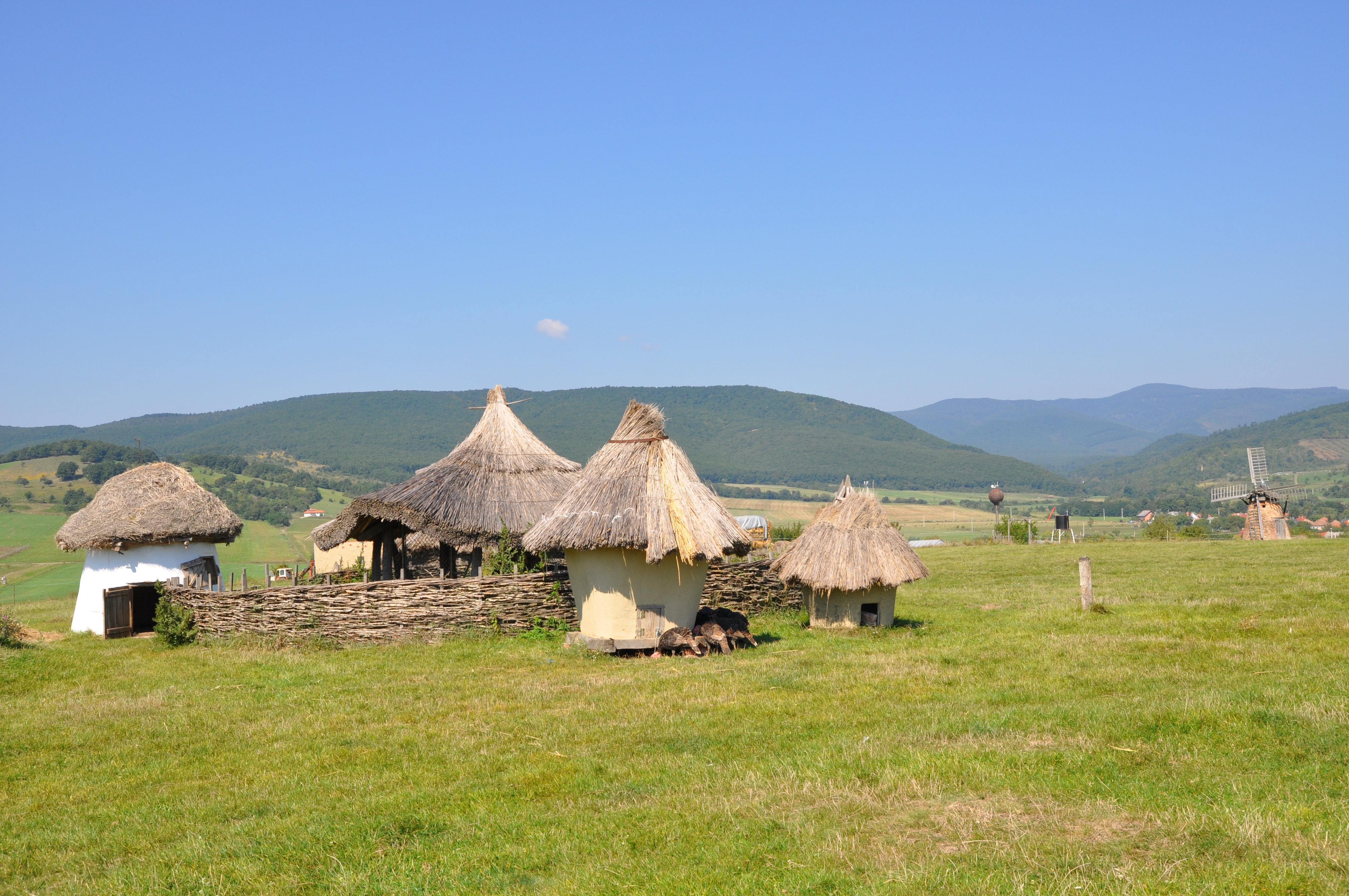

A Kacár tanya egy népi mesterségeket bemutató hely Szokolya határában.
Szokolyától délre, nagyjából 700 méterre található a tanya bejárata. A bemutatóterület több hektár területű. A tanyához Szokolya területéről kiérve földúton lehet eljutni.
A bemutatóhelyet Lénárt István építette 1998-ban. A rendszerváltás után anyai nagyapja után kapott kárpótlási jegyből vásárolta a területet. Az épületeket feleségével együtt saját kezűleg építették, a pajtát egy szokolyai tulajdonos felajánlásából kapták, majd részeit munkagépekkel szállították bemutatóhelyre. Sabján Tibor könyvéből rekonstruálták. A "Kacár" név Lénárt István anyai nagyapjának ragadványnevéből származik.
A tanya áram- és vízellátását nap- és szélenergiát hasznosító berendezések biztosítják.